# 大小姐和可憐管家
《大小姐和可憐管家》是由SkyFish公司旗下品牌Carol Works製作於2017年5月26日發售的戀愛冒險類型成人遊戲。

## 故事
轟六道因為父親轟天道的關係導致兩人被迫流落街頭，但是在叔父的幫忙下住進叔父的家並且成為管家，但是不久之後因為大小姐轟火凛的任性要求六道被迫裝扮女裝轉學到聖絢女學院。後來因為三位大小姐們都希望六道成為自己的專屬管家，使得六道只好做出抉擇。

## 角色

### 主要角色
轟六道（聲優：美咲桃子）
本作的男主角，因為父親的關係而擔任管家，後來由於火凛的任性要求而被迫裝扮女裝轉學到聖絢女學院成為火凛的同學。
轟火凜
血型：A型，身高：156cm，三圍：B91/W57/H88
轟三姊妹的長女，擔任學生會長。平時在外對六道態度冷淡，實際上很喜歡他，在兩人獨處就會對他展開熱情追求。為了增加兩人相處時間而向父親提出將六道轉學到聖絢女學院的要求。
轟水萌
血型：AB型，身高：160cm，三圍：B94/W59/H90
轟三姊妹的次女，夢想能成為保育士而隱瞞家人在越前保育園打工。喜歡六道並且有拿他衣物去聞的癖好。
轟土筆
血型：B型，身高：151cm，三圍：B88/W54/H83
轟三姊妹的三女。
音無光子
血型：A型，身高：162cm，三圍：B92/W60/H89
服侍轟家的女僕。

### 其他角色
轟天道（聲優：桂艶丸）
六道的父親，過去原本是大企業的社長，由於亂花錢的壞習慣而被罷職流落街頭，後來被雷道收留後擔任男僕工作。
轟雷道（聲優：桂艶丸）
天道的雙胞胎弟弟，對於女兒們處在叛逆期而很少對話感到煩惱，因此委託六道幫忙改善父女之間關係。
桐生寺茉莉（聲優：shizuku）
六道的同學，擔任學生副會長。十分溺愛弟弟悠的弟控，常常妄想奪走弟弟的貞操。
小山內虎子（聲優：鹿瀬紫卯）
六道的同學，火凛的崇拜者。
越前和華（聲優：薫子）
越前保育園園長的女兒，因為父親住院而擔任代理園長，過去是火凛的學姊。
御上野咲良
土筆的同學兼班長。

## 主題曲
片頭曲
作詞：天ヶ咲麗，作曲、編曲：橋咲透，主唱：solfa feat.
片尾曲
作詞：天ヶ咲麗，作曲、編曲：伊吹ユキヒロ，主唱：solfa feat.

## 外部連結
- 官方網站 （页面存档备份，存于） Carol Works（日語）